# Економски факултет Универзитета у Београду
Економски факултет Универзитета у Београду (скраћено ЕКОФ) је високошколска установа у склопу Универзитета у Београду. Основан је 31. марта 1937. под називом Економско-комерцијална висока школа. Тренутна деканка је Жаклина Стојановић.

## Почеци
Основан је као Висока школа за економију и трговину 31. марта 1937. године, као водећи високошколски образовни центар у области економије у тадашњој Краљевини Југославији. Висока школа била је, приликом оснивања, смештена у једном делу стамбене зграде у Балканској улици бр. 4, у чијем се приземљу у сутерену налазио биоскоп. Школа је имала 5 слушаоница, од којих су две биле веће, и то са 400 и 250 слушалаца, а три мање за 50-100 слушалаца. У осталим, мањим, просторијама налазила се студентска читаоница и Привредни институт, док су наставници располагали за свој рад са две канцеларијске просторије. Поред тога, степеништем које је водило у школу служила се и публика биоскопа.
Крајем 1952. године факултет се уселио у зграду у Каменичкој улици бр. 6 у зграду Савезне (планске) контролне комисије. Године 1960. основано је одељење у Крагујевцу које је 1975. постало независно и прерасло у Економски факултет Универзитета у Крагујевцу. Зграда факултета је проширена 1977-78.
Године 2003. уведене студије на даљину. Научно-наставно веће доноси одлуку о прихватању Европског система трансферних бодова (ЕСПБ/ЕЦТС), одговарајуће усклађивање наставних планова и програма
Факултет је домаћин Друге међународне конференције ASECU (Association of Southeast European Economic Universities), такође је организован међународни последипломски мастер програм у сарадњи са HEC (Hautes étudescommerciales) из Париза.
Године 2006. Магистарски курсеви су трансформисани у једногодишње мастер програме (60 ЕСПБ/ЕСТС). Такође одржани су први избори за Студентски парламент Економског факултета.
Организован је и међународни мастер програм у сарадњи са Универзитетом у Ници (ТЕМПУС).
Године 2008. уведени су нови програми на докторским студијама: Економија, Менаџмент и Статистика (180 ЕСПБ).
Факултет је 2009. године акредитован (у складу са новим стандардима) као високошколска институција у области економије.

## Структура
Факултет запошљава око 130 наставника и сарадника од чега 55 редовних професора. На Факултету је до сада дипломирало преко 46000 студената, преко 3500 је наставило последипломске студије и стекло назив магистра наука или мастера док је око 760 стекло титулу доктора наука.
Факултет има свој научно-истраживачки центар (НИЦЕФ) који на бројним пројектима ангажује већи број наставника и сарадника као и један број истакнутих експерата изван Факултета. Од оснивања, у НИЦЕФ-у је урађено преко 800 пројеката за предузећа и друге кориснике у областима реструктурисања, процене вредности, приватизације, инвестиција итд. као и близу 100 макроекономских пројеката за владе, поједина министарства, фондове и др.
Посебну целину чини Центар за издавачку делатност који је прерастао у највећег домаћег издавача економске литературе са просеком од око 60 наслова годишње. Између осталог он издаје и часопис „Економске идеје и пракса”. Економски факултет има сопствену, врло богату библиотеку са преко 120.000 наслова, претежно у области економске литературе од почетка 20. века до данас.
Један од важних ангажмана Факултета је и организовање научних конференција самостално или у сарадњи са Научним друштвом економиста Србије (селективном научном организацијом) као и скупова и семинара са предузећима, банкама итд. Прилози и реферати са ових скупова и други научни чланци наших наставника и сарадника али и аутора изван Факултета објављују се у часопису ‘Economic Annals’, који је категоризован у групу часописа од међународног значаја.
Факултет има врло развијену сарадњу са већим бројем страних универзитета и института (САД, Велика Британија, Русија, Француска, Италија, Грчка итд). Међународна сарадња Факултета се интензивира последњих година и Факултет улази у нове међународне пројекте.
Многи наставници и сарадници Факултета ангажовани су од стране домаћих института, факултета, консултантских фирми и др. доприносећи њиховом угледу и јачању њихове стручне основе у пословима које обављају. Такође, један број наших наставника индивидуално је ангажован на појединим међународним пројектима сто потврђује њихов лични научни углед и академски значај читавог Факултета.

## Руководство
Декан: проф. др Жаклина Стојановић
Продекан за наставу и сарадњу са привредом: проф. др Драган Лончар
Продекан за научно-истраживачки рад: др Младен Стаменковић
Продекан за развој: проф. др Бранислав Боричић
Продекан за финансије и међународну сарадњу: др Саша Ранђеловић

## Декани факултета
- Радивој Увалић (1946-1950)
- Никола Вучо (1950-1952), (1959-1960)
- Љубомир Бајаловић (1952-1954)
- Драгослав Тодоровић (1954—1956)
- Гојко Грђић (1956-1957)
- Михаило Вучковић (1957—1958)
- Радивој Давидовић (1958-1959)
- Димитрије Мишић (1960—1962)
- Радмила Стојановић (1962—1963)
- Миладин Кораћ (1963-1964)
- Бранислав Шошкић (1964-1967)
- Владимир Рашковић (1967—1969)
- Мирослав Поповић (1969—1971)
- Стојан Новаковић (1971—1973)
- Драгутин Радуновић (1973—1975)
- Радмила Његић (1975—1977)
- Слободан Унковић (1977-1979)
- Стојан Јанков (1979—1981)
- Војислав Коларић (1981—1983)
- Оскар Ковач (1983-1985)
- Лазар Пејић (1985-1987)
- Драгослав Младеновић (1987—1989)
- Стипе Ловрета (1989—1991)
- Предраг Јовановић Гавриловић (1991—1994)
- Милева Жижић (1994-1996)
- Миомир Јакшић (1996-1997)
- Бранко Медојевић (1997—1998), (2000-2002)
- Влајко Петковић (1998—2000)
- Божидар Церовић (2002—2004)
- Бранислав Пелевић (2004—2006)
- Марко Бацковић (2006—2012)
- Бранислав Боричић (2012-2021)
- Жаклина Стојановић (2021-)

## Катедре
- Економска теорија и анализа
- Економска политика и развој
- Међународни економски односи
- Пословна економија и менаџмент
- Рачуноводство и пословне финансије
- Статистика и математика

## Модули
Студијски програм основних студија на Факултету обухватају дванаест усмерења и то:
- Економска анализа и политика
- Маркетинг
- Рачуноводство, ревизија и финансијско управљање
- Трговински менаџмент и маркетинг
- Финансије, банкарство и осигурање
- Туризам и хотелијерство
- Статистика, информатика и квантитативна економија
- Менаџмент
- Међународна економија и спољна трговина
- Пословна информатика
- Пословна анализа и консалтинг
- Економија и финансије

Сенат Универзитета у Београду је на седници одржаној 18.04.2018. усвојио измене студијског програма Економског факултета, у делу који се односи на увођење три нова смера – Пословна информатика, Пословна анализа и консалтинг и Економија и финансије. Тиме су нови смерови постали и званично усвојени.
Поред овога, на мастер студијама на Факултету постоји 10 студијских програма и 3 студијска програма докторских студија.
Мастер студијски програми:
- Међународни економски односи
- Рачуноводство, ревизија и пословне финансије
- Банкарски и финансијски менаџмент
- Пословно управљање
- Економска анализа и политика
- IMQF
- Макроекономија привреда у транзицији
- Економија и менаџмент енергетике
- Економска политика и развој
- Квантитативна анализа

Студијски програми докторских студија:
- Економија
- Статистика
- Пословно управљање

## Значајни алумнисти
Међу реномираним студентима овог факултета се истичу: Рушка Бергман, Соња Бисерко, Мирко Цветковић, Бојан Димитријевић, Млађан Динкић, Диана Драгутиновић, Митја Гаспари, Радован Јелашић, Срђан Керим, Никола Кљушев, Драган Маршићанин, Гордана Матковић, Бранко Милановић, Слободан Милосављевић, Мирослав Мишковић, Кори Удовички и Филип Цептер.

## Галерија
- ЕКОФ током студентске блокаде (2025)